# Яблоновский, Виталий Георгиевич
Вита́лий Гео́ргиевич Яблоно́вский-Сна́дзский (род. 29 июня 1928, Харьков) — советский и российский художник-реалист. Основными направлениями творчества художника являются пейзажи и натюрморты. Известный такими картинами, как «Дары осени», «Красные маки», «Сухие травы», «Гроздья рябины», «Раки», «Хризантемы», «Ветка яблони», «Розы». Постоянно проживает в городе Сочи.

## Биография
В 1949 году окончил Кременчугское художественное училище, в 1974 — факультет теории и истории искусства Института живописи, скульптуры и архитектуры им. И. Е. Репина.
С 1956 года живёт в Сочи. С 1961 года работал на Сочинском художественном творческо-производственном комбинате. Член Союза художников России.

## Творчество
Осуществил монументальную роспись фасадов и интерьеров сочинских санаториев. По его эскизам выполнены:
- мозаика на автопавильоне «Холодная речка» (Адлер)
- интерьеры санатория им. Орджоникидзе, санатория «Россия» и других[1].

С 1970-х годов занимается станковой живописью, пишет пейзажи и натюрморты. Его работы отличаются ярким, выразительным колористическим решением, оптимистическим настроением. Эффектные цветовые сочетания придают его полотнам зрелищность, жизнерадостное и позитивное настроение.
Участвует в городских, краевых, республиканских и международных выставках.
выставки
- 1956 Сочи — выставка художников-любителей[3]
- 2008 Сочинский художественный музей — персональная выставка[4][5]
- 2013 Сочинский художественный музей — персональная выставка[6]
- 2018 Сочи — персональная выставка[1]

Произведения находятся в музеях и частных коллекциях России и за рубежом (Германия, Польша, Югославия, Финляндия, Сирия, Франция, Испания, Америка, Турция).

### Стиль
Выбор стиля для художника продиктован внутренним миром. В. Г. Яблоновский считает, что нас окружает прекрасный мир, и имеет свое его восприятие. Это восприятие и ложится в основу картин, и именно оно является основополагающим при выборе стилей. Художник интерпретируя видение окружающего мира, переносит его на холст, при помощи особенных мазков кистью и композиционных решения. Виталий Яблоновский настолько любит природу, что порой кажется, что он с ней неразрывно связан. Это дает ему огромные творческие силы.